# NGC 2187A
NGC 2187A је спирална галаксија у сазвежђу Златна риба која се налази на NGC листи објеката дубоког неба.
Деклинација објекта је - 69° 35' 17" а ректасцензија 6h 3m 44,2s. Привидна величина (магнитуда) објекта NGC 2187 износи 12,0 а фотографска магнитуда 12,9. NGC 2187A је још познат и под ознакама ESO 57-68A, PGC 18355.